# Jogo eletrônico de estratégia por turnos
Estratégia por turnos (em inglês turn-based strategy, abreviado TBS) é um tipo de estratégia em um jogo eletrônico, que ao contrário de outros jogos de estratégia, não se desenrola em tempo real (RTS), mas por turnos, para cada jogador humano e Inteligência Artificial (personagem não jogável).
Geralmente os jogos que utilizam este modo são jogos de estratégia, normalmente algum tipo de jogo de guerra, especialmente wargame em nível estratégico e grand strategy, onde os jogadores se revezam durante o jogo. Porém há diversos jogos do gênero RPG que também fazem desse tipo de jogabilidade, principalmente em combates. Distingue-se de estratégia em tempo real, onde todos os jogadores jogam simultaneamente. O termo refere-se, quase que exclusivamente, para jogos de computador.

## Jogabilidade
Os jogos de estratégia por turnos são jogos de estratégia para computador onde há turnos. Cada jogador decide suas ações no mundo estático do jogo e as realiza durante seu turno e quando este acaba o jogador passa o turno, onde os próximos jogadores se revezarão realizando suas ações, em seus respectivos turnos. Quando a AI assume o controle dos demais jogadores, as ações destes se realizam automaticamente. Uma vez que todos os jogadores terminam o turno, recomeça o processo para o turno seguinte, onde as circunstâncias são diferentes, pois foram alteradas pelas ações do turno anterior. Esse funcionamento é inspirado no funcionamento do jogo de tabuleiro Xadrez.
Exemplos de jogos: Civilization; Age of Wonders; Master of Magic; Heroes of Might and Magic; Endless Legend, e; a série Total War (que combina TBS com RTS).

### Táticas baseadas em turnos
TBT (do inglês Turn-based tactics), é uma variante onde os jogadores devem completar seus objetivos utilizando apenas as opções que lhes são prestadas. Geralmente compreende uma apresentação realista, ou pelo menos crível, de representação de táticas e operações militares, embora esses não sejam fatores restritivos. Exemplos de jogos desse tipo são: X-COM, The Banner Saga, Fire Emblem, Valkyria Chronicles e Darkest Dungeon.